# 両国 (東京都)
両国（りょうごく）は、東京都中央区・墨田区両区の両国橋周辺一帯。また、墨田区の町名の一つである。

## 両国橋
江戸時代の1659年（万治2年）12月13日に架橋され、当初幕府によって大橋と名づけられたが、両国橋と通称された。これにより両国橋東岸の地域、現在の両国が神田、日本橋方面と直接結ばれ、以後江戸が隅田川をはさんで東側に拡大する足がかりとなった。現在の両国を含む北側が本所、両国よりも南側が深川であり、双方とも江戸時代の新興住宅地域に当たる。1686年（貞享3年）（一説によれば寛永年間（1622年-1643年））に、のちの南葛飾郡が武蔵国へ編入されるまでは隅田川（当時は大川）が下総国と武蔵国の国境であったため、大橋（両国橋）はその両方の国に跨っていた。これが両国橋の名称の由来となっている。

## 中央区側の両国（日本橋両国）

### 歴史
おおざっぱに言えば以下のような経緯を経て、隅田川の西岸の名称は両国、日本橋両国、東日本橋と変遷し、一方東岸は向両国、本所東両国、両国と変遷したため、かつては隅田川西岸にあった「両国」が東岸へと移動した。
本来、両国とは、隅田川西側の武蔵国側の称である。元禄時代（1688年）からの本所深川開発以降、現在の両国である旧下総国側（墨田区側）を東両国（向両国・むこうりょうごくとも）と呼ぶようになった。江戸期には、後の東日本橋地区に留まらず、近隣の日本橋馬喰町、日本橋横山町、日本橋久松町なども含めて、隅田川の西側の地区が両国の名称を使用し、または両国を冠称していた。本所、深川は旧来の下町（神田、日本橋、京橋）からは「川向こう」であり、西側が本家の両国、川向こうは東両国（向両国）だった。路面電車の「両国停留場」、「両国郵便局」など、西岸にあるものに「両国」の名称が使用されるのも、その名残である。
1878年（明治11年）の東京市15区創設後、西側を日本橋両国、東側を本所東両国と言うようになった。中央区側を西両国と表現するのは俗称である。その後、両国駅の開業や両国国技館の開館に伴い、両国という地名は次第に東両国を指すようになっていった。1971年には住居表示の実施に伴い、中央区の日本橋両国は周囲の日本橋米沢町、日本橋薬研堀町などと併せ東日本橋と改められ、現在は中央区東日本橋二丁目となっている。一方、墨田区側はすでに1967年、住居表示実施時に東両国から両国へ改称されている。
東日本橋地区内には東日本橋二丁目両国町会、東日本橋両国商店街が存在した。現在は共に名称を変更し、東日本橋二丁目町会、東日本橋やげん堀商店会（2004年前後）となった。

### 両国広小路
両国広小路は、両国橋西詰めの、現在の中央区東日本橋に設けられた火除地（広場）である。明暦の大火の教訓を元に整備され、江戸三大広小路の一つに挙げられる。見世物などの小屋が立ち並んで賑わった。現在、両国橋西交差点付近に、「両国広小路記念碑」が設けられている。
なお、墨田区側のJR両国駅前には、2013年に「両国駅広小路」という広場が整備されているが、かつての両国広小路とは位置が異なる。

## 両国花火
1732年（享保17年）に起こった全国的な大飢饉（いわゆる享保の大飢饉）や江戸におけるコレラの流行を受けて、八代将軍徳川吉宗が死者の弔いと悪病退散を願って両国にて水神祭と施餓鬼を行った。この際に花火を打ち上げて川開きを同時に行ったことが両国花火大会の始まりといわれている。1733年（享保18年）5月のことであった。担当した花火師が両国の篠原弥兵衛、有名な「鍵屋」六代目である。後にこの鍵屋から暖簾分けした「玉屋」が加わり、それぞれ両国を挟んで上流側・下流側を担当した。花火を打ち上げるたびに「たまやー かぎやー」という掛け声がかかるのは、この競演に由来する。
両国花火大会は、何度かの中断があったものの、現在も続いている日本で最も歴史の長い花火大会である。1978年（昭和53年）に15年ぶりの復活を遂げた際、現在の「隅田川花火大会」へと名を変えた。ただし、打ち上げ場所はより上流側の浅草周辺へ移っている。

## 両国（町名）
東京都墨田区の地名。現在の両国は旧本所区に当たる本所地域内である。

### 地理
本所地域の西側に位置し、中央区（東日本橋）、台東区（柳橋）との区境に当たり、区分は一丁目から四丁目に至る。
河川・橋
- 隅田川
  - 両国橋
- 竪川
  - 一之橋
  - 塩原橋
  - 千歳橋
  - 二之橋

### 歴史
江戸期には「向両国」（むこうりょごく）と呼ばれた地区である。本所区時代の1929年には東両国の町名が成立した。住居表示実施の1967年には、従来の両国（中央区側の両国）は日本橋両国となっていて、単なる「両国」という町名が空いていたため、この地域の町名を両国とした。
吉良邸に赤穂浪士が討ち入った赤穂事件の舞台として知られている。現在そのごく一部が吉良邸跡として保存され、区立本所松坂町公園となっている。
近代、墨田区側の両国が全国に知られているのは両国国技館によるところが大きいと思われる。1909年に完成し1944年まで使用された旧両国国技館は、両国二丁目の回向院の旧境内にあった。その後、蔵前国技館への移転を経て、1985年に新しく完成した現：両国国技館は、両国駅の北側、墨田区横網に位置している。
- 1702年（元禄15年） - 赤穂事件が起こる。
- 1910年（明治43年） - 東京大水害（明治43年の大水害）に見舞われ、本所亀沢町（現在の両国四丁目付近）が腰の高さまで冠水した[5]。
- 1967年（昭和42年） - 住居表示の実施により、東両国から両国へ改称された。

### 世帯数と人口
2025年（令和7年）3月1日現在（墨田区発表）の世帯数と人口は以下の通りである。
| 丁目       | 世帯数    | 人口    |
| ---------- | --------- | ------- |
| 両国一丁目 | 1,357世帯 | 1,958人 |
| 両国二丁目 | 1,510世帯 | 2,307人 |
| 両国三丁目 | 1,516世帯 | 2,169人 |
| 両国四丁目 | 1,518世帯 | 2,287人 |
| 計         | 5,901世帯 | 8,721人 |

#### 人口の変遷
国勢調査による人口の推移。
| 年                 | 人口  |
| ------------------ | ----- |
| 1995年（平成7年）  | 5,523 |
| 2000年（平成12年） | 5,160 |
| 2005年（平成17年） | 5,696 |
| 2010年（平成22年） | 6,257 |
| 2015年（平成27年） | 6,797 |
| 2020年（令和2年）  | 7,608 |

#### 世帯数の変遷
国勢調査による世帯数の推移。
| 年                 | 世帯数 |
| ------------------ | ------ |
| 1995年（平成7年）  | 2,309  |
| 2000年（平成12年） | 2,421  |
| 2005年（平成17年） | 2,953  |
| 2010年（平成22年） | 3,479  |
| 2015年（平成27年） | 4,055  |
| 2020年（令和2年）  | 4,679  |

### 学区
区立小・中学校に通う場合、学区は以下の通りとなる（2022年9月時点）。
| 丁目       | 番地 | 小学校             | 中学校             |
| ---------- | ---- | ------------------ | ------------------ |
| 両国一丁目 | 全域 | 墨田区立両国小学校 | 墨田区立両国中学校 |
| 両国二丁目 | 全域 | 墨田区立両国小学校 | 墨田区立両国中学校 |
| 両国三丁目 | 全域 | 墨田区立両国小学校 | 墨田区立両国中学校 |
| 両国四丁目 | 全域 | 墨田区立両国小学校 | 墨田区立両国中学校 |

### 事業所
2021年（令和3年）現在の経済センサス調査による事業所数と従業員数は以下の通りである。
| 丁目       | 事業所数  | 従業員数 |
| ---------- | --------- | -------- |
| 両国一丁目 | 135事業所 | 2,766人  |
| 両国二丁目 | 263事業所 | 4,665人  |
| 両国三丁目 | 213事業所 | 2,252人  |
| 両国四丁目 | 287事業所 | 3,577人  |
| 計         | 898事業所 | 13,260人 |

#### 事業者数の変遷
経済センサスによる事業所数の推移。
| 年                 | 事業者数 |
| ------------------ | -------- |
| 2016年（平成28年） | 834      |
| 2021年（令和3年）  | 898      |

#### 従業員数の変遷
経済センサスによる従業員数の推移。
| 年                 | 従業員数 |
| ------------------ | -------- |
| 2016年（平成28年） | 11,589   |
| 2021年（令和3年）  | 13,260   |

### 交通
道路
- 国道14号（京葉道路）
- 東京都道463号上野月島線（清澄通り）
- 一の橋通り
- 国技館通り

首都高速道路・出入口
- 首都高速7号小松川線

鉄道
- 総武線（各駅停車） 両国駅
- 都営大江戸線 両国駅

バス
- 都営バス 錦27・両28・門33系統
- 墨田区内循環バス「すみだ百景 すみまるくん、すみりんちゃん」（南部ルート「両国・錦糸町ルート」）
- JRバス関東・東武バスセントラル　スカイツリーシャトル東京駅線

船
- 東京水辺ライン

### ゆかりの人物
- 勝海舟
  - 幕末の三舟の一人として知られる。本所亀沢町（現在の両国4丁目）の生まれ。区立両国公園内に「勝海舟生誕之地」の石碑が残る。
- 芥川龍之介
  - 1910年代 - 1920年代に活躍した、日本を代表する短編作家の一人。京橋区入船町（現在の中央区明石町）に生まれ、本所小泉町（現在の両国3丁目）に育つ。同地には「芥川龍之介生育の地」の碑が立っている。
- 大橋巨泉
  - マルチタレントの草分け的存在で、1960年代 - 1980年代にテレビ司会者として活躍。2001年 - 2002年には参議院議員も務めた。両国の生まれ。
- 石橋省三
  - 元NHKアナウンサー。長年テレビ・ラジオ大相撲実況を担当した。両国に生まれ育つ。
- 加藤晴久
  - 1935年生まれ。東京大学教養学部で27年間教鞭を執る。現在、東京大学・恵泉女学園大学名誉教授。フランス語教育振興協会副理事長。NHKのテレビやラジオのフランス語講座の講師を務めた。1996年世界110か国のフランス語教員が参加した国際会議を組織した。フランス政府から教育功労章、芸術文化勲章を授与されている。
- 高野人母美
  - プロボクサー兼ファッションモデル。両国育ち。
- 池内淳子
  - 女優。東両国出身。

### 大江戸両国・伝統祭
2006年から毎年10月に大江戸両国からくり祭が開催され、各種のからくりが展示されるほか、江戸手妻（てづま）や大道芸が披露された。2011年にはより広い演目を対象とするために「大江戸両国・伝統祭」と名称変更し、江戸手妻、殺陣、江戸芸かっぽれ、相撲甚句、薩摩琵琶、大道芸、その他が楽しめる祭りへと変わった。

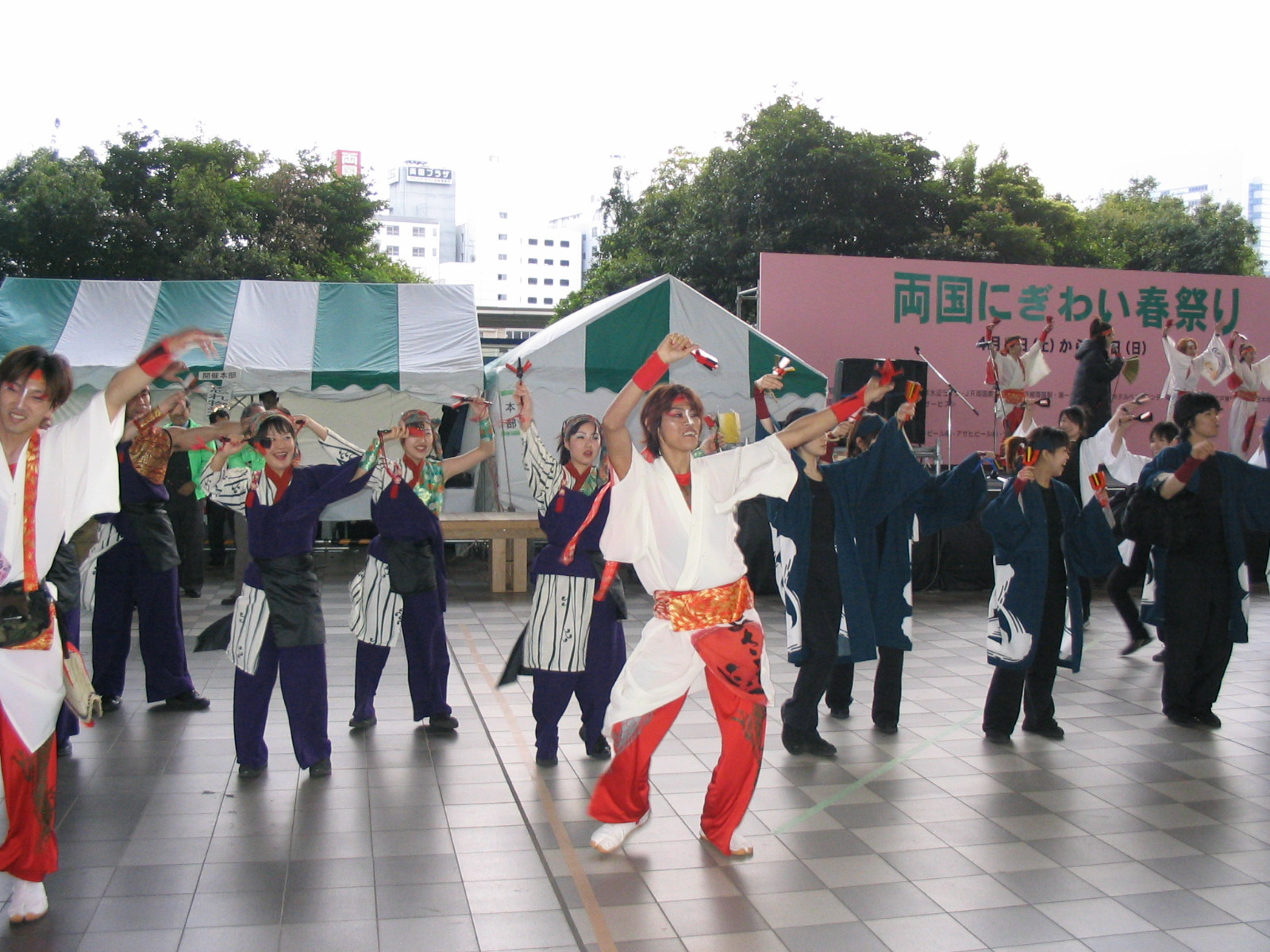
両国にぎわい祭り

### 両国にぎわい祭り
毎年4月から5月に、力士によるちゃんこ屋台が出展され、国技館でバックヤードツアーが行われるなどの、大相撲にまつわる「両国にぎわい祭り」が行われる。

### その他

#### 日本郵便
- 郵便番号 : 130-0026[3]（集配局 : 本所郵便局[17]）。